# Ante Rebić
Ante Rebić (sinh ngày 21 tháng 9 năm 1993) là một cầu thủ bóng đá chuyên nghiệp người Croatia hiện đang chơi ở vị trí tiền đạo cho câu lạc bộ Beşiktaş tại Süper Lig.

## Sự nghiệp CLB

### Cấp độ trẻ
Rebić bắt đầu sự nghiệp của mình ở cấp độ trẻ cho Vinjani trước khi chuyển tới Imotski năm 2008, nơi anh đã trải qua hai mùa giải. Sau màn trình diễn xuất sắc của anh tại một giải đấu ở Ý vào năm 2010, anh thi đấu cùng đội trẻ của Hajduk Split, Rebić đã được Darko Butorović đưa đến RNK Split.

### RNK Split
Rebić đã có trận đấu đầu tiên trong trận đấu với Dinamo Zagreb vào ngày 21 tháng 5 năm 2011 tại vòng đấu cuối cùng của Prva HNL 2010-11 với tư cách là cầu thủ vào sân thay thế ở hiệp hai. Trận đấu kết thúc với tỷ số hòa 1-1, trong đó có bàn thắng của Rebić. Tháng 8 năm 2011, Rebić đã ký hợp đồng 3 năm với RNK Split. Trong mùa giải 2011-12, Rebić ghi được 5 bàn trong 20 lần ra sân, bốn trong số đó khi được tung vào sân từ băng ghế dự bị. Trong mùa giải 2012-13, Rebić đã ghi 10 bàn trong 26 lần ra sân. Rebić đã thu hút được nhiều sự quan tâm của cả giới truyền thông và bóng đá, dẫn đến sự quan tâm từ một số câu lạc bộ, bao gồm Fiorentina, Tottenham Hotspur và Swansea City.

### Fiorentina
Vào ngày 28 tháng 8 năm 2013, Rebić ký hợp đồng 5 năm với Fiorentina, với mức phí không tiết lộ. Sau khi vượt qua các cuộc kiểm tra y tế, anh được mang áo số 9. Anh đã có trận đấu đầu tiên cho Fiorentina vào cuối tháng 9 năm 2013, khi được thay vào sân thay thế cho cầu thủ bị chấn thương Giuseppe Rossi, trong trận hòa với Parma. Rebić đã có thêm 3 lần ra sân cho Fiorentina trước khi anh ghi bàn thắng đầu tiên của mùa giải, vào tháng 1 năm 2014, tại Coppa Italia gặp Chievo Verona. Vào ngày 18 tháng 5, anh ghi bàn đầu tiên của mình ở Serie A trong trận hòa 2-2 trước Torino.
Vào ngày 1 tháng 11, anh ghi bàn thắng đầu tiên của mùa giải ở Serie A, trong trận đấu quyết liệt với Frosinone.

### RB Leipzig
Vào ngày 3 tháng 8 năm 2014, Rebić gia nhập câu lạc bộ RB Leipzig trong một hợp đồng mượn dài hạn.

### Quay trở lại Fiorentina
Sau khi điều khoản cho mượn của anh với Leipzig kết thúc, Rebić trở lại Fiorentina và được trao chiếc áo số 11, trước đây là của Juan Cuadrado, và được sử dụng chủ yếu ở cánh trái. Sau đó anh lần lượt được cho mượn ở Hellas Verona và Eintracht Frankfurt.

### Eintracht Frankfurt

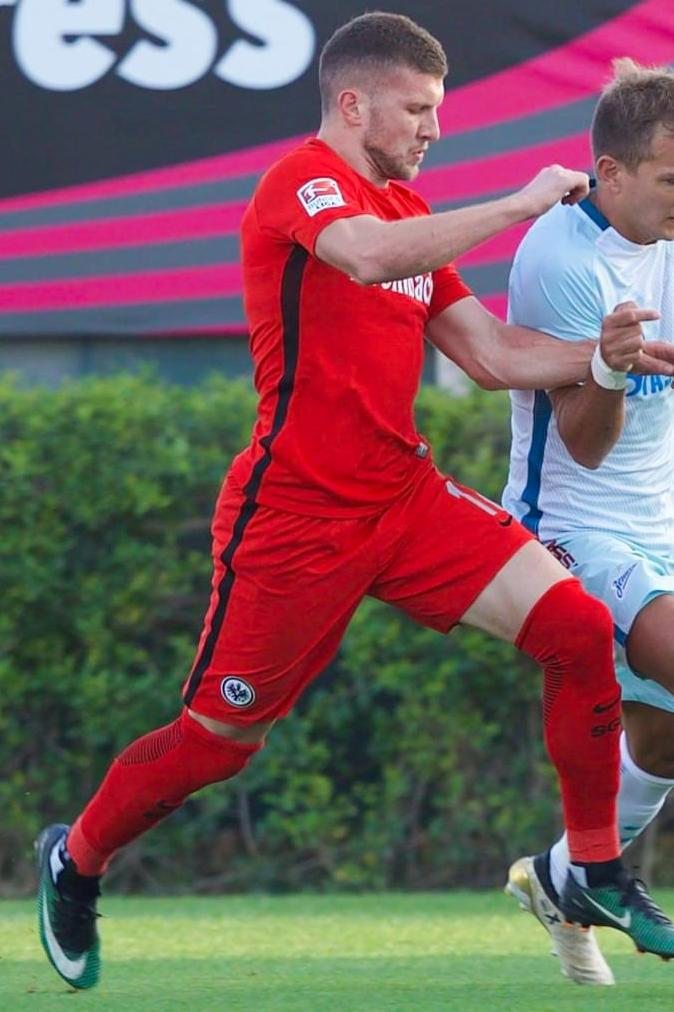
Rebić trong màu áo Eintracht Frankfurt năm 2017

Rebić gia nhập Eintracht Frankfurt dưới dạng cho mượn từ Fiorentina vào ngày 11/7/2016, dưới quyền HLV trưởng Niko Kovač.
Đến 10 tháng 8 2018, sau thành công tại World Cup 2018 cùng đội tuyển Croatia, Rebić là mục tiêu theo đuổi của Manchester United, Tottenham Hotspur, Bayern Munich and Sevilla, và Frankfurt mất cả HLV Kovač, người đã gia nhập Bayern.. Tuy nhiên Rebić đã quyết định kí hợp đồng chính thức với Frankfurt sau thời gian dài thuộc biên chế Fiorentina với bản hộp đồng 4 năm tới năm 2022.

## Sự nghiệp quốc tế
Vào ngày 31 tháng 7 năm 2013, Rebić được đưa ra danh sách triệu tập cho đội tuyển quốc gia trong trận đấu với Liechtenstein. Vào ngày 14 tháng 8 năm 2013, anh xuất hiện lần đầu tiên tại tuyển Croatia, và ra sân từ phút 63. Ở phút 67, Rebić ghi bàn thắng đầu tiên cho đội tuyển quốc gia. Anh được ca ngợi bởi huấn luyện viên Croatia, Igor Štimac. Anh giúp Croatia giành chiếc vé đến World Cup 2014 bằng chiến thắng 2-0 ở vòng đấu cuối cùng loại. Tại Brazil, anh bị đuổi khỏi sân trong trận đấu với Mexico dẫn đến thất bại 1-3 trước đội bóng này và bị loại.
Anh tiếp tục có tên trong danh sách 23 cầu thủ Croatia tham dự World Cup 2018 trên đất Nga, giải đấu mà anh và các đồng đội đã lọt vào trận chung kết, chịu thất thủ 2-4 trước đội tuyển Pháp và giành ngôi á quân.

## Thống kê sự nghiệp

### Câu lạc bộ
Tính đến ngày 16 tháng 5 năm 2021
| Câu lạc bộ          | Mùa giải            | Giải đấu            | Giải đấu | Giải đấu | Cúp quốc gia | Cúp quốc gia | Châu Âu | Châu Âu | Khác | Khác | Tổng cộng | Tổng cộng |
| Câu lạc bộ          | Mùa giải            | Giải đấu            | Trận     | Bàn      | Trận         | Bàn          | Trận    | Bàn     | Trận | Bàn  | Trận      | Bàn       |
| ------------------- | ------------------- | ------------------- | -------- | -------- | ------------ | ------------ | ------- | ------- | ---- | ---- | --------- | --------- |
| RNK Split           | 2010–11             | Prva HNL            | 1        | 1        | 0            | 0            | –       | –       | –    | –    | 1         | 1         |
| RNK Split           | 2011–12             | Prva HNL            | 20       | 5        | 0            | 0            | 3       | 0       | –    | –    | 23        | 5         |
| RNK Split           | 2012–13             | Prva HNL            | 29       | 10       | 0            | 0            | –       | –       | –    | –    | 29        | 10        |
| RNK Split           | 2013–14             | Prva HNL            | 4        | 0        | 0            | 0            | –       | –       | –    | –    | 4         | 0         |
| RNK Split           | Tổng cộng           | Tổng cộng           | 54       | 16       | 0            | 0            | 3       | 0       | 0    | 0    | 57        | 16        |
| Fiorentina          | 2013–14             | Serie A             | 4        | 1        | 1            | 1            | –       | –       | –    | –    | 5         | 2         |
| Leipzig (mượn)      | 2014–15             | 2.Bundesliga        | 10       | 0        | 1            | 0            | –       | –       | –    | –    | 11        | 0         |
| Fiorentina          | 2015–16             | Serie A             | 4        | 1        | 1            | 0            | 2       | 0       | –    | –    | 7         | 1         |
| Fiorentina          | Tổng cộng           | Tổng cộng           | 8        | 2        | 2            | 1            | 2       | 0       | 0    | 0    | 12        | 3         |
| Verona (mượn)       | 2015–16             | Serie A             | 10       | 0        | 0            | 0            | –       | –       | –    | –    | 10        | 0         |
| Eintracht Frankfurt | 2016–17             | Bundesliga          | 24       | 2        | 4            | 1            | –       | –       | –    | –    | 28        | 3         |
| Eintracht Frankfurt | 2017–18             | Bundesliga          | 25       | 6        | 3            | 3            | –       | –       | –    | –    | 28        | 9         |
| Eintracht Frankfurt | 2018–19             | Bundesliga          | 26       | 9        | 0            | 0            | 8       | 1       | 1    | 0    | 35        | 10        |
| Eintracht Frankfurt | 2019–20             | Bundesliga          | 1        | 0        | 1            | 3            | 4       | 0       | 0    | 0    | 6         | 3         |
| Eintracht Frankfurt | Tổng cộng           | Tổng cộng           | 76       | 17       | 8            | 7            | 12      | 1       | 1    | 0    | 97        | 25        |
| Milan (mượn)        | 2019–20             | Serie A             | 26       | 11       | 4            | 1            | –       | –       | –    | –    | 30        | 12        |
| Milan               | 2020–21             | Serie A             | 27       | 11       | 1            | 0            | 5       | 0       | –    | –    | 33        | 11        |
| Milan               | Tổng cộng           | Tổng cộng           | 53       | 22       | 5            | 1            | 5       | 0       | 0    | 0    | 63        | 23        |
| Tổng cộng sự nghiệp | Tổng cộng sự nghiệp | Tổng cộng sự nghiệp | 187      | 47       | 18           | 11           | 18      | 1       | 1    | 0    | 224       | 59        |

### Quốc tế
Tính đến ngày 18 tháng 6 năm 2021.
| Croatia   | Croatia | Croatia |
| Năm       | Trận    | Bàn     |
| --------- | ------- | ------- |
| 2013      | 3       | 1       |
| 2014      | 5       | 0       |
| 2015      | 2       | 0       |
| 2016      | 0       | 0       |
| 2017      | 2       | 0       |
| 2018      | 14      | 1       |
| 2019      | 9       | 1       |
| 2020      | 1       | 0       |
| 2021      | 4       | 0       |
| Tổng cộng | 40      | 3       |

### Bàn thắng quốc tế
Tính đến ngày 24 tháng 3 năm 2019.
| # | Ngày                | Địa điểm                                           | Đối thủ       | Bàn thắng | Kết quả | Giải đấu            |
| - | ------------------- | -------------------------------------------------- | ------------- | --------- | ------- | ------------------- |
| 1 | 14 tháng 8 năm 2013 | Sân vận động Rheinpark, Vaduz, Liechtenstein       | Liechtenstein | 2–1       | 3–2     | Giao hữu            |
| 2 | 21 tháng 6 năm 2018 | Sân vận động Nizhny Novgorod, Nizhny Novgorod, Nga | Argentina     | 1–0       | 3–0     | World Cup 2018      |
| 3 | 24 tháng 3 năm 2019 | Groupama Arena, Budapest, Hungary                  | Hungary       | 1–0       | 1–2     | Vòng loại Euro 2020 |

## Danh hiệu

### Câu lạc bộ
Eintracht Frankfurt
- DFB-Pokal: 2017–18

AC Milan
- Serie A: 2021–22

### Quốc tế
- FIFA World Cup: Á quân 2018